# Johannes Bahlmann
Bernardo Johannes Bahlmann OFM (ur. 10 grudnia 1960 w Visbek) – niemiecki duchowny rzymskokatolicki pracujący w Brazylii, od 2011 biskup Óbidos.

## Życiorys
Święcenia kapłańskie przyjął 12 lipca 1997 w zakonie franciszkańskim. Pracował głównie w zakonnych placówkach edukacyjnych w Petrópolis i w São Paulo, był także wizytatorem generalnym dla kustodii amazońskiej.
28 stycznia 2009 został mianowany prałatem terytorialnym Óbidos. Sakry biskupiej udzielił mu 9 maja 2009 bp Felix Genn. Po podniesieniu prałatury do rangi diecezji (9 listopada 2011) pozostał jej ordynariuszem.